# Уши (Костурско)
Уши е бивше село в Егейска Македония, Гърция, на територията на дем Нестрам, област Западна Македония.

## География
Селото е било разположено югозападно от село Косинец.

## История
Село Уши е било малко българско село, изоставено в немирните години на XVIII век, като жителите му се заселват в Кърчища.